# 7055 Fabiopagan
A 7055 Fabiopagan (ideiglenes jelöléssel (7055) 1989 KB) a Naprendszer kisbolygóövében található aszteroida. Henry E. Holt fedezte fel 1989. május 31-én.